# Memorial (album)
 (mai 2020).
Albums de Moonspell
The Antidote
(2003) Under Satanae
(2007)
Memorial est le septième album du groupe de metal gothique/black metal Moonspell, sorti en 2006.

## Liste des titres

### CD
| 1.    | In Memoriam (instrumental)                                                                    | 01:25 |
| 2.    | Finisterra                                                                                    | 04:08 |
| 3.    | Memento Mori                                                                                  | 04:27 |
| 4.    | Sons of Earth (instrumental)                                                                  | 01:51 |
| 5.    | Blood Tells                                                                                   | 04:08 |
| 6.    | Upon the Blood of Men                                                                         | 04:55 |
| 7.    | At the Image of Pain                                                                          | 04:21 |
| 8.    | Sanguine                                                                                      | 05:50 |
| 9.    | Proliferation (instrumental)                                                                  | 02:39 |
| 10.   | Once It Was Ours!                                                                             | 04:53 |
| 11.   | Mare Nostrum (instrumental)                                                                   | 01:56 |
| 12.   | Luna                                                                                          | 04:42 |
| 13.   | Best Forgotten (inclus 1m 27s de silence et une chanson cachée de 6m, "The Sleep of the Sea") | 14:14 |
| 59:29 |                                                                                               |       |

### Edition Spéciale
| 1.    | In Memoriam (instrumental)                                                                          | 01:25 |
| 2.    | Finisterra                                                                                          | 04:08 |
| 3.    | Memento Mori                                                                                        | 04:27 |
| 4.    | Sons of Earth (instrumental)                                                                        | 01:51 |
| 5.    | Blood Tells                                                                                         | 04:08 |
| 6.    | Upon the Blood of Men                                                                               | 04:55 |
| 7.    | At the Image of Pain                                                                                | 04:21 |
| 8.    | Sanguine                                                                                            | 05:50 |
| 9.    | Proliferation (instrumental)                                                                        | 02:39 |
| 10.   | Once It Was Ours!                                                                                   | 04:53 |
| 11.   | Mare Nostrum (instrumental)                                                                         | 01:56 |
| 12.   | Luna                                                                                                | 04:42 |
| 13.   | Best Forgotten                                                                                      | 06:47 |
| 14.   | Atlantic (Bonus track,inclus 1m 27s de silence et une chanson cachée de 6m, "The Sleep of the Sea") | 12:42 |
| 64:44 | |       |

### Réédition 2020 par Alma Mater Records[1]
| Titres bonus de l'édition Alma Mater Records (2020) | Titres bonus de l'édition Alma Mater Records (2020) | Titres bonus de l'édition Alma Mater Records (2020) | Titres bonus de l'édition Alma Mater Records (2020) | Titres bonus de l'édition Alma Mater Records (2020) | Titres bonus de l'édition Alma Mater Records (2020) | Titres bonus de l'édition Alma Mater Records (2020) | Titres bonus de l'édition Alma Mater Records (2020) | Titres bonus de l'édition Alma Mater Records (2020) | Titres bonus de l'édition Alma Mater Records (2020) |
| No                                                  | Titre                                               | Durée                                               |                                                     |                                                     |                                                     |                                                     |                                                     |                                                     |                                                     |
| --------------------------------------------------- | --------------------------------------------------- | --------------------------------------------------- | --------------------------------------------------- | --------------------------------------------------- | --------------------------------------------------- | --------------------------------------------------- | --------------------------------------------------- | --------------------------------------------------- | --------------------------------------------------- |
| 15.                                                 | Phantom North                                       | 05:45                                               |                                                     |                                                     |                                                     |                                                     |                                                     |                                                     |                                                     |
| 16.                                                 | Memento Memori (Live at CC Estúdio 2)               | 05:12                                               |                                                     |                                                     |                                                     |                                                     |                                                     |                                                     |                                                     |
| 17.                                                 | Blood Tells (Live at CC Estúdio 2)                  | 04:56                                               |                                                     |                                                     |                                                     |                                                     |                                                     |                                                     |                                                     |
| 18.                                                 | Sanguine (Live at CC Estúdio 2)                     | 06:18                                               |                                                     |                                                     |                                                     |                                                     |                                                     |                                                     |                                                     |
| 19.                                                 | Best Forgotten (Live at CC Estúdio 2)               | 06:57                                               |                                                     |                                                     |                                                     |                                                     |                                                     |                                                     |                                                     |
| 94:05                                               |                                                     |                                                     |                                                     |                                                     |                                                     |                                                     |                                                     |                                                     |                                                     |

## Crédits

### Membres du groupe
- Fernando Ribeiro : chant
- Ricardo Amorim : guitares
- Pedro Paixão : claviers, guitares
- Miguel Gaspar : batterie